# Шлеберода
Шлеберода (нем. Schleberoda) — деревня в Германии, в земле Саксония-Анхальт, входит в район Бургенланд в составе городского округа Фрайбург.
Население составляет 178 человек (на 31 декабря 2007 года). Занимает площадь 4,17 км².

## История
Первое упоминание о поселении относится к 1308 году.
1 июля 2009 года, после проведённых реформ, Шлеберода вошла в состав городского округа Фрайбург в качестве района.

## Галерея

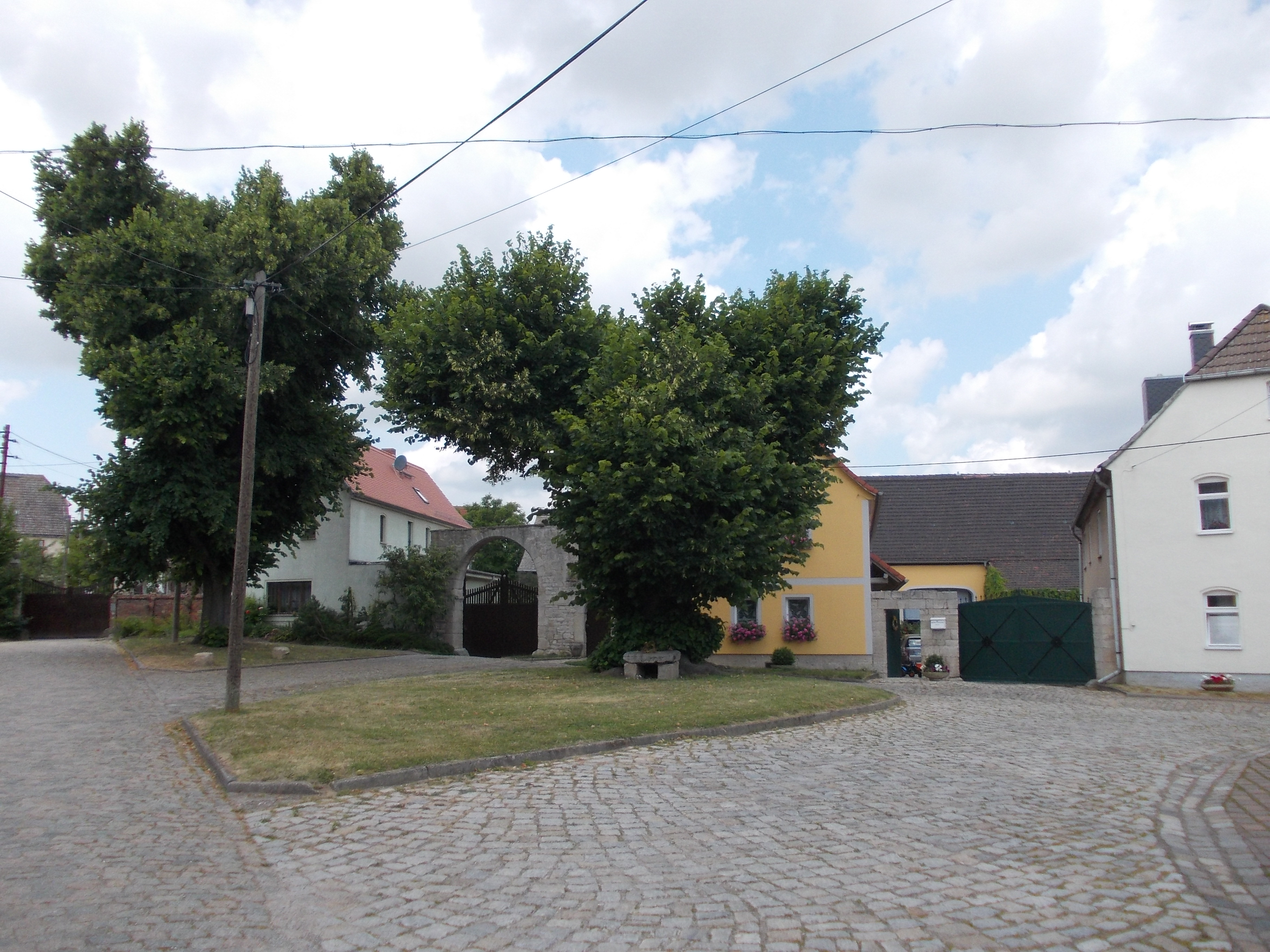
Центральная площадь Шлебероды
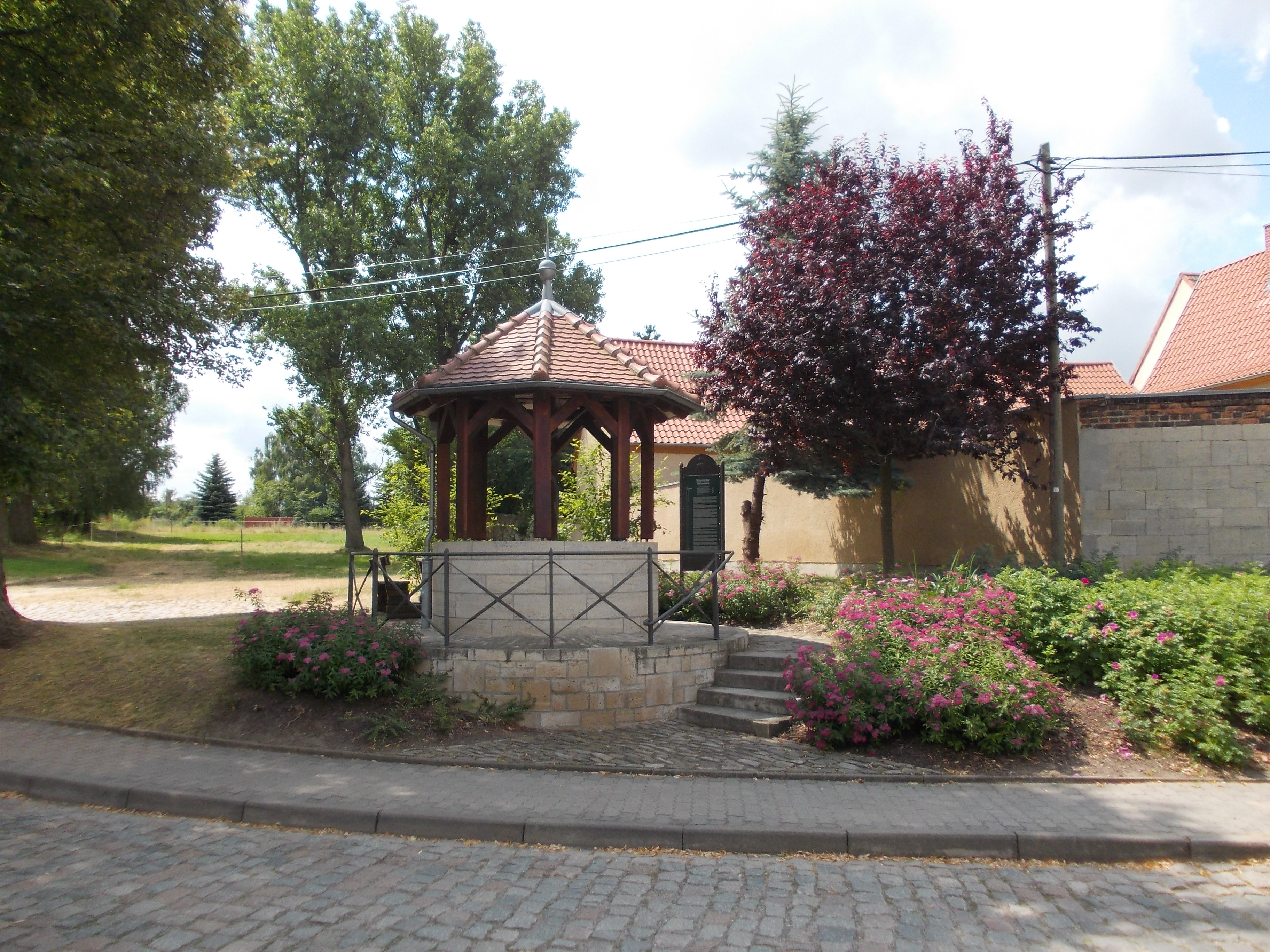
Колодец в Шлебероде, 96 метров